# 福德姆大廈
福德姆大廈（英語：The Fordham）為美國芝加哥最高的住宅大樓之一。這幢52層高175米的建築完成於2003年，由Solomon, Cordwell, Buenz設計，擁有一個類似法式城堡的屋頂為其特色。
福德姆大廈包含了非常昂貴的空中別墅，位於大樓的最上十層。

## 外部連結
- Emporis listing （页面存档备份，存于）
- 官方網站 （页面存档备份，存于）